# 2001年英國大選
2001年英國大選，於2001年6月7日舉行。在首相貝理雅請求之下，英國女王伊丽莎白二世宣布解散國會。本屆英國大選在全國659個選區（英格蘭有529個選區，蘇格蘭72個選區，威爾士40個選區，北愛爾蘭18個選區）進行，仍使用簡單多數制（First-past-the-post）的選舉方法，即每個選區以得票最多的候選人勝出，成為該區的代表，將在下議院獲得一個席位。獲得最多席位的黨派將組成英國下一屆政府，該黨黨魁則成為下一任首相。
選舉結果，布莱尔領導的工黨繼續取得壓制性勝利蟬聯執政，保守黨黨魁威廉·黑格辭職，成為自1921年以來首位未能出任首相的保守黨黨魁。

## 外部連結
- BBC News: Vote 2001（页面存档备份，存于） – in depth coverage.
- Catalogue of 2001 general election ephemera （页面存档备份，存于） at the Archives Division of the London School of Economics.
- Election Night coverage（页面存档备份，存于） All 34 parts uploaded onto YouTube